# Eirado
Eirado is een plaats (freguesia) in de Portugese gemeente Aguiar da Beira en telt 272 inwoners (2001).